# Timo Berger

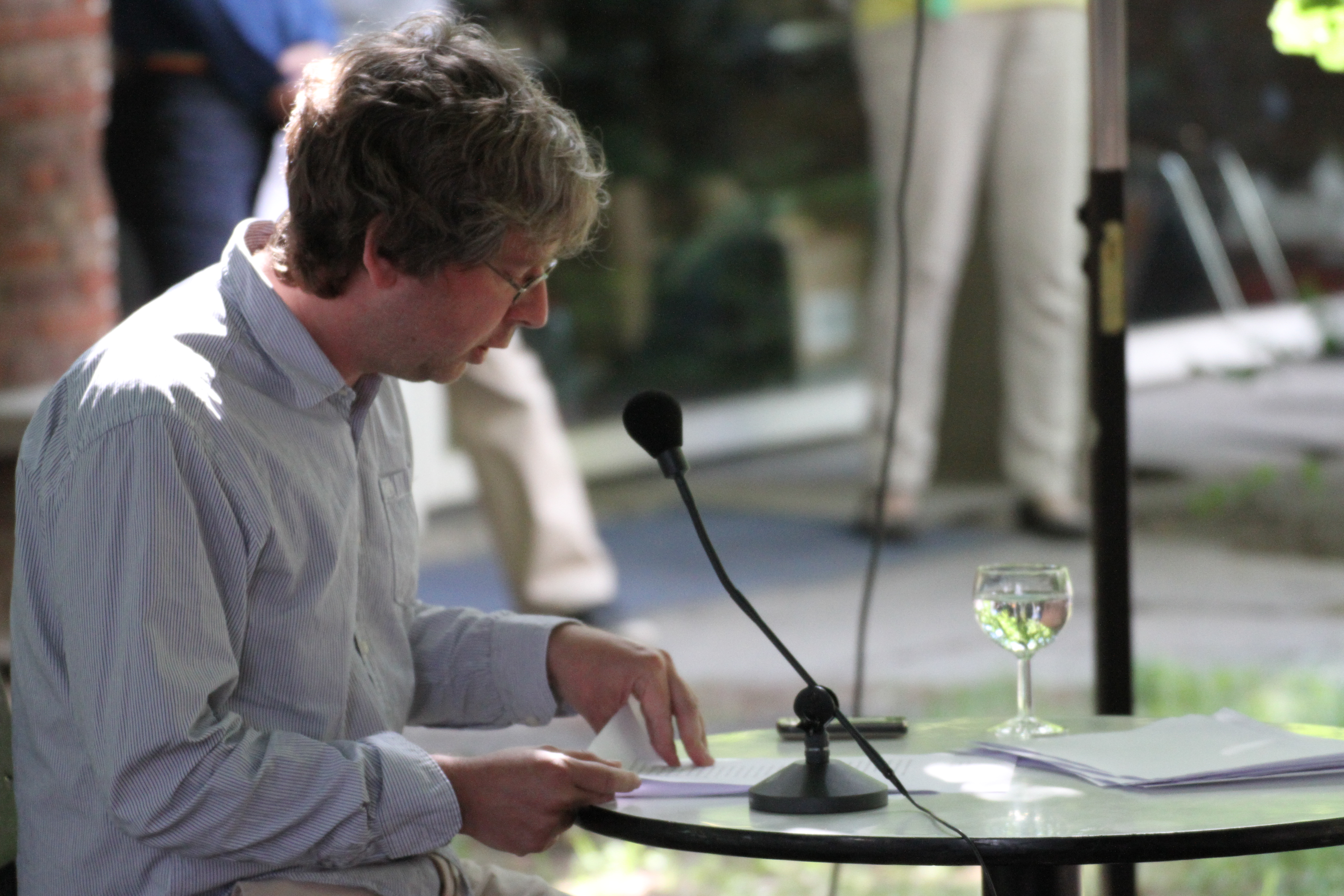
Timo Berger auf dem Lyrikmarkt in Berlin 2016

Timo Berger (* 13. November 1974 in Stuttgart) ist Autor, Übersetzer und Publizist.

## Leben
Timo Berger hat in Tübingen, Buenos Aires und Berlin Allgemeine und vergleichende Literaturwissenschaft, Neuere deutsche Literaturwissenschaft und Lateinamerikanistik studiert. Seit 1999 lebt er in Berlin. Er veröffentlicht Erzählungen, Lyrik und Essays in deutscher und spanischer Sprache und arbeitet als Journalist und Übersetzer aus dem Spanischen und Portugiesischen. Seine Texte sind in Zeitschriften wie El Diario de Poesía, ndl, lauter niemand, Der Poet, Am Erker und um[laut] sowie in Anthologien wie Gegen die Kammerjäger der Poesie, Berliner Kneipenbuch, Gänsehautprothesen, Lyrik von Jetzt 2 und Jahrbuch der Lyrik erschienen.
2001 gründete er zusammen mit Tilman Rammstedt und Nikola Richter die Lesebühne visch & ferse. Dort trat bis Ende 2006 monatlich ein fester Stamm von Autoren aus der Off-Szene auf, u. a. Monika Rinck und Florian Werner.
Timo Berger organisierte bis 2007 Salida al Mar – das Internationale Festival aktueller Poesie in Buenos Aires. Zusammen mit Rike Bolte organisiert er seit 2006 die Latinale – das mobile lateinamerikanische Poesiefestival sowie die Webanthologie Latin.Log im Online-Feuilleton satt.org. Außerdem war er 2007 Juror für die Vergabe des Anna Seghers-Preis, für den er den argentinischen Autor Fabián Casas vorschlug.
Seit 2007 arbeitet er als freier Mitarbeit für Die Tageszeitung und war von 2008 bis 2021 Redakteur für die Zeitschrift Kulturaustausch. Seit 2023 ist er Mitglieder der Jury der Weltempfänger litprom-Bestenliste.

## Übersetzungen
Berger hat Autoren aus dem Spanischen und Portugiesischen übersetzt – u. a. Erzählungen des Argentiniers Edgardo Cozarinsky, den Roman der Argentinierin Pola Oloixarac Kryptozän, Gedichtbände der Argentinier Washington Cucurto, Cecilia Pavón und Sergio Raimondi, sowie der Brasilianerin Laura Erber und zusammen mit Tom Schulz des Chilenen Germán Carrasco. Außerdem übersetzte er Prosa und Lyrik für das Poesiefestival Berlin, das Internationale Literaturfestival Berlin, die Latinale und Zeitschriften wie Wespennest, edit, ostragehege und poet.
Berger ist Mitglied im Verband deutschsprachiger Übersetzer literarischer und wissenschaftlicher Werke, VdÜ und des Netzwerks freie Literaturszene Berlin (nflb).

## Auszeichnungen und Preise
- 2015: Stipendium des Berliner Senats
- 2013: Arbeitsstipendium, Deutscher Übersetzerfonds
- 2009: Übersetzerstipendium der Gesellschaft zur Förderung der Literatur aus Afrika, Asien und Lateinamerika für „Mitten in der Nacht“, Gedichtband von Fabián Casas
- 2008: Stipendium für die Teilnahme an einer Übersetzerwerkstatt, Literarisches Colloquium Berlin, LCB
- 2006: Aufenthaltsstipendium der Stiftung für deutsch-polnische Zusammenarbeit, für einen 3-Monats-Aufenthalt als Autor oder Übersetzer in der Villa Decius, Krakau
- 2005: Übersetzerstipendium Europäisches Übersetzer-Kollegium, EÜK, Straelen
- 2005: Übersetzerstipendium der Gesellschaft zur Förderung der Literatur aus Afrika, Asien und Lateinamerika für „Zivilpoesie“, Gedichtband von Sergio Raimondi

## Werk (Auszug)
Als Autor
- Música muerta. Litost, Santiago, Chile 2019.
- Extramuros. Poemas públicos L.U.P.I. / Zoográfica, Sestao / Madrid 2018
- Mitlesebuch 112. Gedichte. Aphaia Verlag, Berlin 2015.
- Microclimas Vox, Bahía Blanca 2014.
- Der Süden Parasitenpresse, Köln 2014.
- A cien cuadras del centro y otros poemas Editorial Germinal, San José / Costa Rica 2011.
- Ferne Quartiere. Lyrikedition 2000, München 2008.
- Kafka und ich. SuKuLTuR, Berlin 2006 (Reihe „Schöner Lesen“, Nr. 57), ISBN 3-937737-65-0.
- A cien cuadras del centro. Vox, Bahía Blanca 2006.
- Erinnerungen an die Regionalliga. Parasitenpresse, Köln 2005.
- Moldawien. SuKuLTuR, Berlin 2004 (Reihe „Schöner Lesen“, Nr. 27), ISBN 3-937737-31-6.
- Abuela y otro cuento. Vox, Bahía Blanca 2004
- Sex and Sound. Eloísa Cartonera, Buenos Aires 2004
- Literatura Skin. Eloísa Cartonera, Buenos Aires 2003

Als Herausgeber
- Buenos Aires – eine literarische Einladung, Hg. Timo Berger; Verlag Klaus Wagenbach, Berlin 2019, ISBN 978-3-8031-1344-3
- Popcorn unterm Zuckerhut – Junge brasilianische Literatur, Hg. Timo Berger; Verlag Klaus Wagenbach, Berlin 2013, ISBN 978-3-8031-2634-4
- Asado verbal – Junge argentinische Literatur, Hg. mit Rike Bolte; Verlag Klaus Wagenbach, Berlin 2010, ISBN 978-3-8031-2634-4
- Neues vom Fluss. Junge Literatur aus Argentinien, Uruguay und Paraguay, Hg. Timo Berger; Verlag Léttretage, Berlin 2010, ISBN 978-3-9812062-3-4
- Asado verbal – Junge argentinische Literatur, Hg. mit Rike Bolte; Verlag Klaus Wagenbach, Berlin 2010, ISBN 978-3-8031-2634-4
- Neue argentinische Dichtung, Übers. Timo Berger, Rike Bolte, Odile Kennel und Sarah Otter; Lux Verlag, Wiesbaden 2010, ISBN 978-3-939557-83-8
- Fabián Casas: Mitten in der Nacht. Ausgewählte Gedichte. Übersetzung und Nachwort T. B.- Edition Lux, Wiesbaden 2009, ISBN 978-3-939557-80-7 (luxbooks; 1).